# Juramento de fidelidad

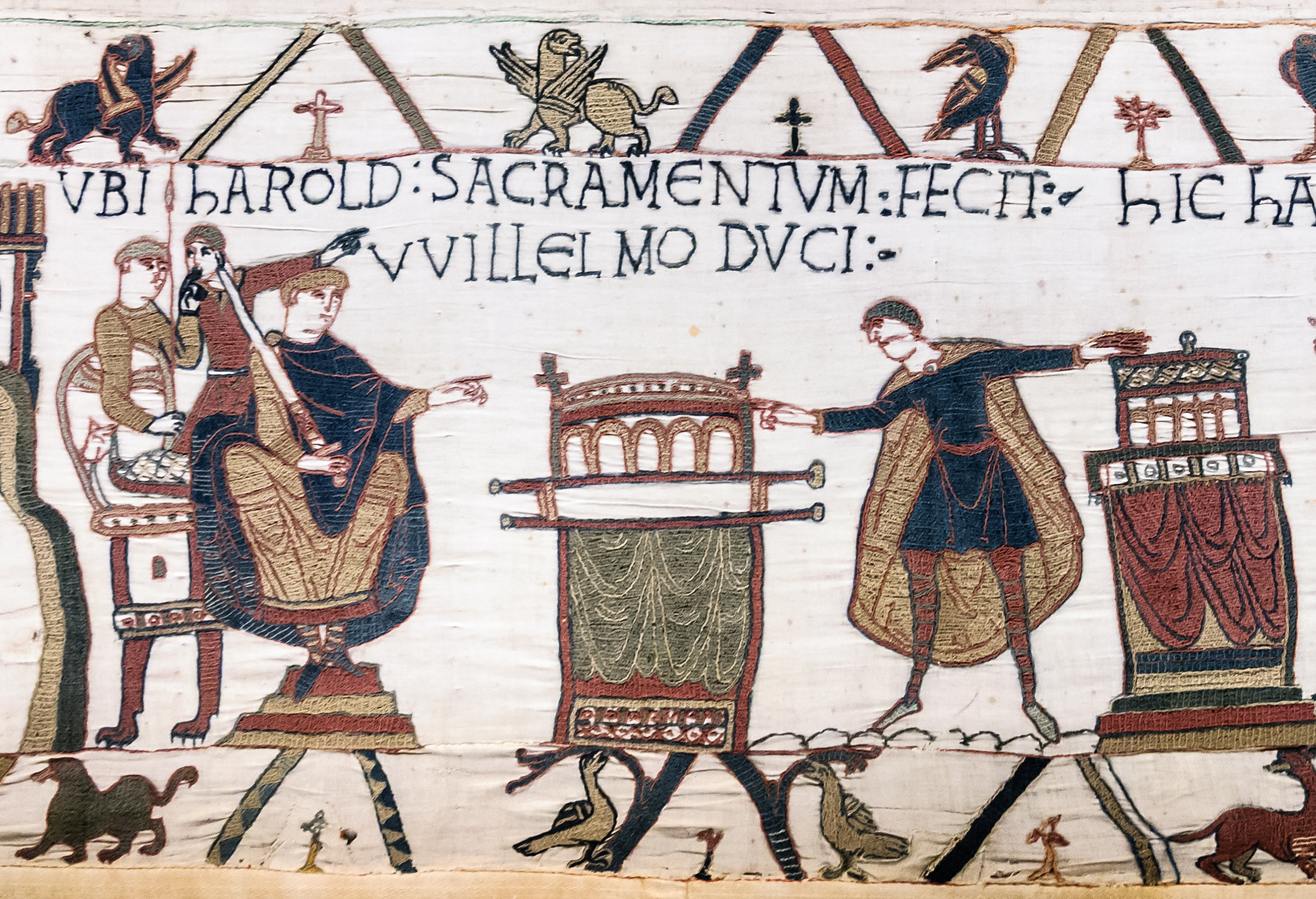
Tapiz de Bayeux, Escena 23: Harold jurando fidelidad sobre las santas reliquias a Guillermo, duque de Normandía. Titulus: UBI HAROLD SACRAMENTUM FECIT WILLELMO DUCI ("Donde Harold hizo un juramento al Duque Guillermo").

Un juramento de fidelidad (del latín: fidelitas) es una promesa de lealtad de una persona a otra.
Generalmente el juramento se hacía sobre un objeto religioso, como una Biblia o una reliquia, vinculando así el juramento como hecho ante Dios. La fidelidad y el homenaje son dos elementos claves del feudalismo.

## Definición
En la Europa medieval, el juramento de fidelidad tomaba la forma de un juramento hecho por un vasallo o subordinado a su señor. La "fidelidad" también se refería a los deberes que incumbían a un vasallo que se le debían al señor, que consistían en servicio y ayuda, y no actuar en su perjuicio.
Una parte del juramento de fidelidad incluía jurar permanecer siempre fiel al señor. El juramento de fidelidad usualmente tenía lugar después del acto de homenaje, cuando, por el acto simbólico de arrodillarse ante el señor y colocar sus manos entre las manos del señor, el vasallo se convirtía en "hombre" del señor. Por lo general, el señor también prometía proveer para el vasallo de alguna forma, ya sea mediante la concesión de un feudo o alguna otra forma de apoyo. Como se ha explicado, el juramento se realizaba sobre un objeto religioso, como una Biblia o una reliquia de un santo, que a menudo se encontraba dentro de un altar, lo que vinculaba al juramento ante Dios. 
[https://www.youtube.com/watch?v=JrDwiHpAals&amp;feature=emb_logo]

## Fidelidad
El juramento de fidelidad es distinto de otras partes de la ceremonia de homenaje, y generalmente se usa solo para referirse a la parte de la ceremonia en la que el vasallo juraba ser un buen vasallo de su señor.
El historiador Pierre Bonnassie distingue dos tipos de juramento de fidelidad: el que solo comportaba una promesa de fidelidad y el que implicaba una serie de obligaciones por parte del vasallo, como el auxilium militar, servicios de corte, etc.

## Historia
El juramento de fidelidad (en alemán: Lehnseid) era un elemento fundamental del sistema feudal en el Sacro Imperio Romano Germánico. Se juraba entre dos personas, el súbdito feudal (vasallo) y su superior feudal (señor feudal). El juramento de fidelidad generalmente se realizaba como parte de una ceremonia tradicional en la que el vasallo realizaba a su señor una promesa de fidelidad y aceptación de las consecuencias de un abuso de confianza. A cambio, el señor feudal prometía proteger y permanecer leal a su vasallo. Esta relación formó la base de la tenencia de la tierra, conocida como tenencia feudal, por la cual el seisin conferido al arrendatario (el vasallo) era tan similar a la posesión real que se consideraba una propiedad separada descrita como dominio útil (dominium utile), literalmente "propiedad beneficiaria ", mientras que la propiedad del señor se denomina dominio eminente o superioridad (dominium directum), literalmente, "propiedad directa".
En la Baja Edad Media, la investidura y el juramento de fidelidad se registraban invariablemente en un escritura, que en la época moderna reemplazó a la ceremonia tradicional. Cuando la distancia geográfica entre las dos partes era significativa, el señor podía nombrar a un representante ante el que se prestaría el juramento. Todo el contrato, incluido el juramento de lealtad, era parte de una ceremonia formal de encomio que creaba la relación feudal.
Los angloparlantes también usan el término (fealty) para referirse a juramentos de lealtad similares en otras culturas feudales, como en el Japón medieval, así como en el crimen organizado moderno. 

### Juramento general de fidelidad al rey
El juramento general de fidelidad al rey era una institución de la realeza carolingia, que existió durante algún tiempo bajo los merovingios, como lo indica el Formulario de Marculf.
En 789, Carlomagno promulgó un capítulo que estipulaba que la fórmula del juramento de fidelidad al rey debía ser pronunciada por todos los hombres libres. Los missi dominici, enviados del emperador, son los encargados de prestar los juramentos. La toma del juramento se renovará en todo el reino en 792, 802, 806 y 812.
En 792, tras la conspiración de Pipino el Jorobado (los conspiradores no habían prestado juramento), Carlomagno envió instrucciones a la missi dominici para que organizara el juramento general de lealtad al rey. Ordena al missi hacer jurar primero a los obispos y abades, a los condes y vassi dominici, a los visdomini (hombres dignos de confianza de los obispos), a los archidiáconos y a los canónigos. Luego vienen los monjes y clérigos que hacen vida en común, que están exentos del verdadero juramento pero deben jurar fidelidad en presencia del abad, “luego los advocatus (que administran las tierras de la Iglesia) y los vicarios, los centenarios y sacerdotes seculares”. Finalmente, "todo el pueblo" (hombres sanos de doce años en adelante): "los propietarios independientes, los hombres de obispos, abadesas y condes, o incluso otros señores, y también los siervos de las autoridades fiscales. Iglesia y colonos, y esclavos que son honrados por su amo con cargas y beneficios: todos juran". Los campesinos sujetos a la tierra, esclavos o liberados, quedan excluidos del juramento, con excepción de los que dependen directamente del rey o de la Iglesia.